# Mistrzostwa Polski w Judo 1961
5. edycja Mistrzostw Polski w judo odbyła się w 1961 roku w Koszalinie.

## Medaliści  mistrzostw Polski

### mężczyźni
| Konkurencja: | Złoto:                              | Srebro:                                  | Brąz:                                     |
| -68 kg       | Kazimierz Jaremczak Wybrzeże Gdańsk | Stanisław Tokarski AZS Siobukai Warszawa | Krzysztof Lesiński Wybrzeże Gdańsk        |
| -80 kg       | Ryszard Zieniawa Wybrzeże Gdańsk    | Jan Nowak Lotnik Warszawa                | Wojciech Niedziałek AZS Siobukai Warszawa |
| +80 kg       | Zbigniew Walczak Lotnik Warszawa    | Jerzy Pawłowicz Lotnik Warszawa          | Franciszek Grochowski Spójnia Gdańsk      |
| open         | Ryszard Zieniawa Wybrzeże Gdańsk    | Stanisław Tokarski AZS Siobukai Warszawa | Krzysztof Lesiński Wybrzeże Gdańsk        |